# Zazà
Zazà är en italiensk opera (commedia lirica) i fyra akter med musik av Ruggero Leoncavallo. Librettot skrevs av tonsättaren efter pjäsen av Charles Simon och Pierre Berton (1898).

## Historia
Leoncavallo komponerade operan åren 1899-1900 och den hade premiär den 10 november 1900 på Teatro Lirico i Milano under ledning av Arturo Toscanini. Liksom Francesco Cileas opera Adriana Lecouvreur var Zazà som gjord för en sångerska med stor dramatisk och sentimental utstrålning. Leoncavallos förkärlek för lättare musik når sin fulländning i dansscenen i akt I där han kunde dra nytta av sin erfarenhet som cafépianist i Paris på 1880-talet.
Operan sattes upp i fler än 50 uppsättningar under de följande 20 åren: från Palermo till Paris, Buenos Aires till Moskva, Kairo till San Francisco, för att slutligen komma till Metropolitan Opera House i New York den 16 januari 1920.

## Personer
- Zazà, varietésångerska (sopran)
- Milio Dufresne, en rik parisare (tenor)
- Cascart, varietésångare (baryton)
- Anaide, Zazàs moder (mezzosopran)
- Bussy, en journalist (baryton)
- Natalia, Zazàs husa (mezzosopran)
- Signora Dufresne, Milos hustru (kontraalt)
- Aktörer, sångare, dansare, scenfolk, brandmän (kör)

## Handling
Bakom scenen på varietén väntar Zaza på sin älskare Milo Dufresne. Hon ämnar ge upp sin karriär för hans skull. Hennes före detta partner Cascart, som älskar henne, varnar henne för att det inte är ett gott tecken att Milo ännu inte har dykt upp. Zazà får reda på att Milo är gift. Hon tar sig in i hans hus under annat namn och tas emot av hans unga dotter. Flickans oskyldiga lycka får Zazà att minnas sin egen barndom, övergiven av fadern och lämnad hos sin labila moder. Hon beslutar sig för att definitivt bryta alla band med Milo och söka lyckan på egen hand.